# Club Dragon
Albums de Hightower (groupe)
Sure. Fine. Whatever.
Club Dragon est le deuxième album du groupe de punk rock français Hightower. L'album est sorti le 15 septembre 2017, sur les plateformes digitales et en disque vinyle et CD sur le label Krod Records et en cassette audio sur le label Joe Cool Records. L'album a été enregistré à l'Omen Room Studio à Los Angeles, Californie par Steve Evetts,,.

## Titres
Toutes les paroles des chansons sont écrites par Jérémie Lombard.

### Face A
1. Numero Uno - 2:32
2. Mushrooms & Bamboo - 2:12
3. Ernest's Castle - 0:58
4. The Party - 3:15
5. Hedonic Treadmill - 3:30
6. Tournesol - 3:10
7. Titty Twister - 3:05
8. To The Hole - 2:03

### Face B
1. Kind of Blue - 3:09
2. Lov' Pyramids - 2:13
3. Kvlt - 3:21
4. Cheyenne Mountain - 4:56

## Musiciens
- Romain Mariani : batterie
- Jérémie Lombard : guitare
- Benjamin Dubois : guitare
- Alexis Calvi : basse
- Attila Racz : chant